# خراوند
خراوند (خمین)، روستایی از توابع بخش مرکزی شهرستان خمین در استان مرکزی ایران است.

## جمعیت
این روستا در دهستان صالحان قرار دارد و براساس سرشماری مرکز آمار ایران در سال ۱۳۸۵، جمعیت آن ۵۵۲ نفر (۱۶۲خانوار) بوده‌است.